# Repúblicas de la Mancomunidad de Naciones

Las repúblicas de la Mancomunidad de Naciones, mostradas en rojo

Las repúblicas de la Mancomunidad de Naciones (en inglés: Republics of the Commonwealth of Nations) son los estados soberanos de dicha organización con una forma de gobierno republicana. En 2025, de los 56 estados miembros, 36 eran repúblicas. Si bien el rey Carlos III es el jefe de la Mancomunidad de Naciones, no es el jefe de Estado de los miembros republicanos. Sin embargo, el rey sí es jefe de Estado en los reinos de la Mancomunidad. El cargo de jefe de la Mancomunidad de Naciones no conlleva ningún poder; en cambio, es un símbolo de la libre asociación de los miembros de la Mancomunidad.
A excepción de la antigua posesión portuguesa de Mozambique, el antiguo territorio belga en fideicomiso de Ruanda-Urundi y las antiguas posesiones francesas de Gabón y Togo, los demás Estados son antiguas colonias británicas (o parcialmente británicas) o colonias autónomas que han evolucionado hasta convertirse en repúblicas. La mayoría de los miembros de la Commonwealth lograron la independencia manteniendo al monarca británico como su propio jefe de Estado individual (en una forma de unión personal) y posteriormente se convirtieron en repúblicas dentro de la Mancomunidad al abolir la monarquía. En algunos otros casos, los países se convirtieron en repúblicas después de lograr la independencia de otras antiguas colonias británicas (como, por ejemplo, Bangladés se independizó de Pakistán en 1971, como resultado de la guerra de liberación de Bangladés).

## Historia
Las repúblicas han sido admitidas como miembros de la Mancomunidad desde la Declaración de Londres (en inglés: London Declaration) del 28 de abril de 1949. Diez días antes de dicha declaración, se había declarado la República de Irlanda, lo que aseguró la mayor parte de la autoexclusión de Irlanda de la Mancomunidad, ya que las repúblicas no estaban permitidas en la Mancomunidad en ese momento (Irlanda del Norte, como parte del Reino Unido, permaneció dentro de la Mancomunidad). La República de Irlanda no volvió a solicitar su membresía en la Mancomunidad, a pesar de ser elegible para ello según la Declaración de Londres.
Esta declaración fue hecha por la India para permitirle continuar su membresía en la Mancomunidad a pesar de su decisión, implementada el 26 de enero de 1950, de adoptar una nueva constitución y convertirse en una república. Así, la India se convirtió en la primera república dentro de la Mancomunidad. Esto sentó un precedente que todos los demás países podían seguir, siempre que reconocieran la posición del Jefe de la Mancomunidad de Naciones. Tras su independencia del Reino Unido, la mayoría de los países de la Mancomunidad conservaron a la reina Isabel II como jefa de Estado, representada en el país por un gobernador general. La monarquía británica adoptó un título para indicar la soberanía individual de cada una de estas naciones (como Rey de Australia). Con el tiempo, muchos de estos países se convirtieron en repúblicas, aprobando reformas constitucionales o celebrando referéndums para destituir a la monarca como jefa de Estado y reemplazando al gobernador general por un presidente electo o designado. La mayoría de los reinos africanos se convirtieron en repúblicas a los pocos años de su independencia. En 2025, había 15 estados encabezados por el rey Carlos III conocidos como reinos de la Mancomunidad (en inglés: Commonwealth Realms).
Las repúblicas de la Mancomunidad solían seguir el sistema presidencial. Algunos estados se convirtieron en repúblicas parlamentarias, como Malta o Fiyi. En Fiyi, la transición a la república en 1987 se produjo como resultado de dos golpes militares, más que por un sentimiento republicano popular.
Si bien las iniciativas de independencia y de estatus republicano han roto los vínculos constitucionales restantes con el Reino Unido, varios países de la Commonwealth han conservado el derecho de apelación directa ante el Comité Judicial del Consejo Privado; por ejemplo, Mauricio y (si el caso involucra derechos constitucionales) Kiribati. Sin embargo, a diferencia de los reinos de la Mancomunidad y los territorios británicos de ultramar, dichas apelaciones se presentan directamente ante el Comité Judicial, en lugar de presentarse formalmente ante Su Majestad en Consejo.

## Membresía en la Mancomunidad
Dentro de la Mancomunidad, no hay diferenciación de estatus entre las repúblicas, los reinos de la Mancomunidad y los miembros con sus propios monarcas (Brunéi, Suazilandia, Lesoto, Malasia y Tonga).
La membresía de la Commonwealth se obtiene por consentimiento mutuo de los miembros existentes, y este principio se aplica por igual a los territorios que obtienen su independencia del Reino Unido y a los territorios externos que solicitan la membresía. Hasta 2007, los miembros de la Mancomunidad que cambiaron su estructura constitucional interna a la de una república tuvieron que volver a solicitar la membresía. La objeción generalizada a las políticas raciales en Sudáfrica produjo que ese país decidiera no presentar una nueva solicitud de membresía a la Mancomunidad cuando se convirtió en una república en 1961. Posteriormente, Sudáfrica fue readmitida como miembro de la Mancomunidad después de las elecciones democráticas de 1994. Fiyi y las Maldivas tampoco solicitaron la membresía continua después de convertirse en repúblicas.

### Repúblicas actuales de la Mancomunidad
En algunos países que se convirtieron en repúblicas poco después de su independencia, como Malta, Mauricio y Trinidad y Tobago, el nuevo cargo de presidente era un cargo ceremonial, generalmente ocupado por el último gobernador general, siendo cada país una república parlamentaria. En otros, como Gambia, Ghana y Malaui, la presidencia era un cargo ejecutivo, generalmente ocupado por el último primer ministro, siendo cada país una república presidencial . En estos últimos casos, no solo se abolió la monarquía, sino también todo el sistema de gobierno parlamentario de Westminster .

## Lista de repúblicas

### Repúblicas desde la independencia
En cada caso, la república fue creada mediante una nueva constitución.
| Estado miembro | Año de independencia | Año de incorporación a la Mancomunidad | Nota |
| -------------- | -------------------- | -------------------------------------- | --- |
| Chipre         | 1960                 | 1961                                   | |
| Camerún        | 1960                 | 1995                                   | Independiente de Francia desde 1960. |
| Gabón          | 1960                 | 2022                                   | Independiente de Francia desde 1960. |
| Togo           | 1960                 | 2022                                   | Independiente de Francia desde 1960. |
| Samoa          | 1962                 | 1970                                   | Anteriormente un mandato de la Sociedad de Naciones y un Fideicomiso de las Naciones Unidas administrado por Nueva Zelanda. |
| Ruanda         | 1962                 | 2009                                   | Independiente de Bélgica desde 1962. |
| Zambia         | 1964                 | 1964                                   | |
| Maldivas       | 1965                 | 1982                                   | |
| Singapur       | 1965                 | 1966                                   | Anteriormente parte de Malasia de 1963 a 1965, cuando Singapur se separó de Malasia. |
| Botsuana       | 1966                 | 1966                                   | |
| Nauru          | 1968                 | 2000                                   | Anteriormente un mandato de la Sociedad de Naciones y un Fideicomiso de las Naciones Unidas administrado por Australia, Nueva Zelanda y Reino Unido, administrado de facto solo por Australia. Se convirtió en una república independiente en 1968. |
| Bangladés      | 1971                 | 1972                                   | Antiguamente Pakistán Oriental (1955–1971), anteriormente una parte de la India como Bengala Oriental. |
| Mozambique     | 1975                 | 1995                                   | Independiente de Portugal desde 1975. |
| Seychelles     | 1976                 | 1976                                   | |
| Dominica       | 1978                 | 1978                                   | |
| Kiribati       | 1979                 | 1979                                   | |
| Vanuatu        | 1980                 | 1980                                   | Antiguamente las Nuevas Hébridas, cuando era un condominiofranco-británico (1906–1980) hasta su independencia. |
| Namibia        | 1990                 | 1990                                   | Antiguamente un mandato de la Sociedad de Naciones administrado por Sudáfrica. Continuó siendo administrado de facto por Sudáfrica hasta su independencia como África del Sudoeste.                                                                 |

### Repúblicas actuales que fueron anteriormente reinos de la Mancomunidad
| Estado miembro    | Año de independencia | Año en el que pasó a ser una república | Tipo de gobierno actual        |
| ----------------- | -------------------- | -------------------------------------- | ------------------------------ |
| Barbados          | 1966                 | 2021                                   | República parlamentaria        |
| Fiyi              | 1970                 | 1987                                   | República parlamentaria        |
| Gambia            | 1965                 | 1970                                   | República presidencial         |
| Ghana             | 1957                 | 1960                                   | República presidencial         |
| Guyana            | 1966                 | 1970                                   | República semipresidencialista |
| India             | 1947                 | 1950                                   | República parlamentaria        |
| Kenia             | 1963                 | 1964                                   | República presidencial         |
| Malaui            | 1964                 | 1966                                   | República presidencial         |
| Malta             | 1964                 | 1974                                   | República parlamentaria        |
| Mauricio          | 1968                 | 1992                                   | República parlamentaria        |
| Nigeria           | 1960                 | 1963                                   | República presidencial         |
| Pakistán          | 1947                 | 1956                                   | República parlamentaria        |
| Sierra Leona      | 1961                 | 1971                                   | República presidencial         |
| Sudáfrica         | 1910                 | 1961                                   | República parlamentaria        |
| Sri Lanka         | 1948                 | 1972                                   | República semipresidencial     |
| Tanzania          | 1961                 | 1962                                   | República presidencial         |
| Trinidad y Tobago | 1962                 | 1976                                   | República parlamentaria        |
| Uganda            | 1962                 | 1966                                   | República presidencial         |

### Repúblicas que anteriormente pertenecían a la Mancomunidad
En la actualidad, las únicas repúblicas que abandonaron la Mancomunidad son:
- Irlanda, también conocida como Republica de Irlanda, es una república y antiguo miembro de la Mancomunidad de Naciones; aún así, no encaja perfectamente en esta categoría. En 1922, como Estado Libre Irlandés, se convirtió en un dominio dentro de la Mancomunidad Británica. En 1937, fue establecido el actual Estado irlandés, oficialmente denominado como Irlanda. Su Constitución (1937) estableció de facto una república con poca referencia a una monarquía y también sin referencia a una república.
- Zimbabue, una república desde el 18 de abril de 1980, abandonó la Mancomunidad en diciembre de 2003. En 2018, el gobierno de Emmerson Mnangagwa solicitó volver a unirse a la Mancomunidad.[3]

## Elegibilidad de otras repúblicas para unirse a la Mancomunidad

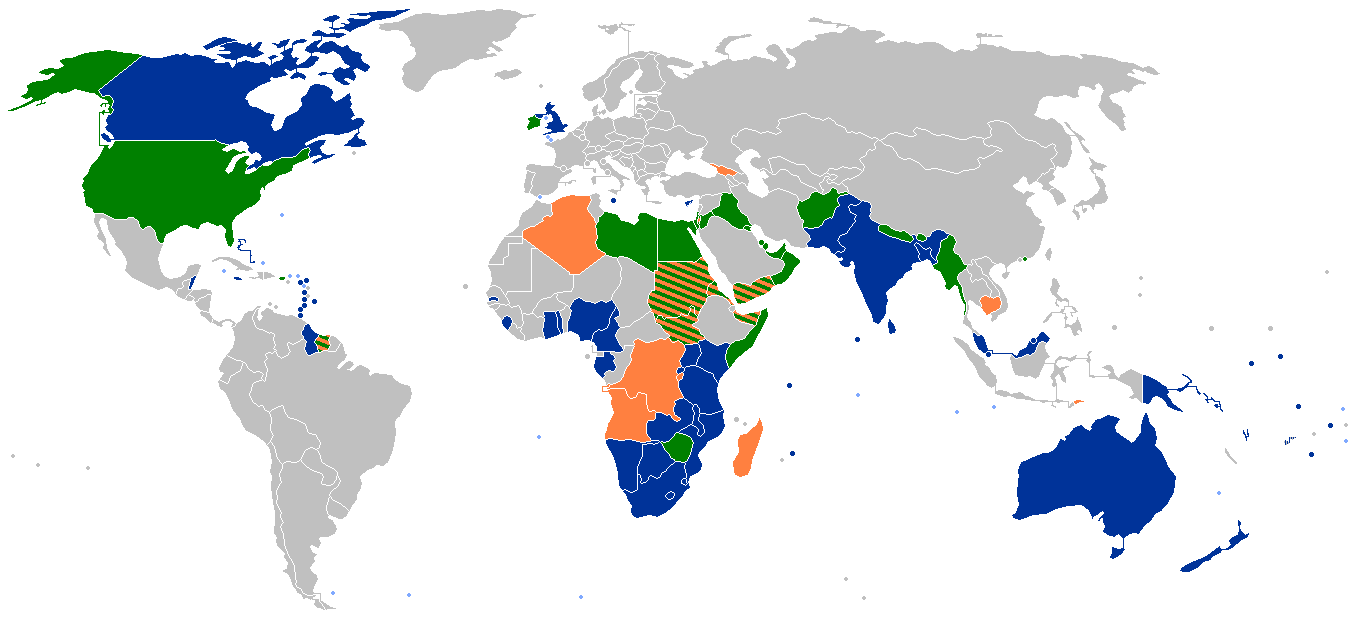
Mancomunidad de Naciones (estados miembros)
Dependencias de estados miembros de la Mancomunidad de Naciones
Estados no miembros interesados o que solicitaron unirse, algunos de ellos sin lazos históricos con Reino Unido
Estados no miembros que fueron protectorados británicos y colonias, mandatos o estuvieron bajo algún tipo de administración británica

Muchas repúblicas mantienen una asociación histórica con el Reino Unido por ser antiguos territorios bajo administración británica. La admisión de Ruanda en 2009, que no tiene tal asociación, se realizó bajo la condición de "circunstancias excepcionales". Sin embargo, en 2022, Gabón y Togo, antiguas colonias francesas, se convirtieron en nuevos miembros de la Commonwealth.